# Die schwarzen Berge

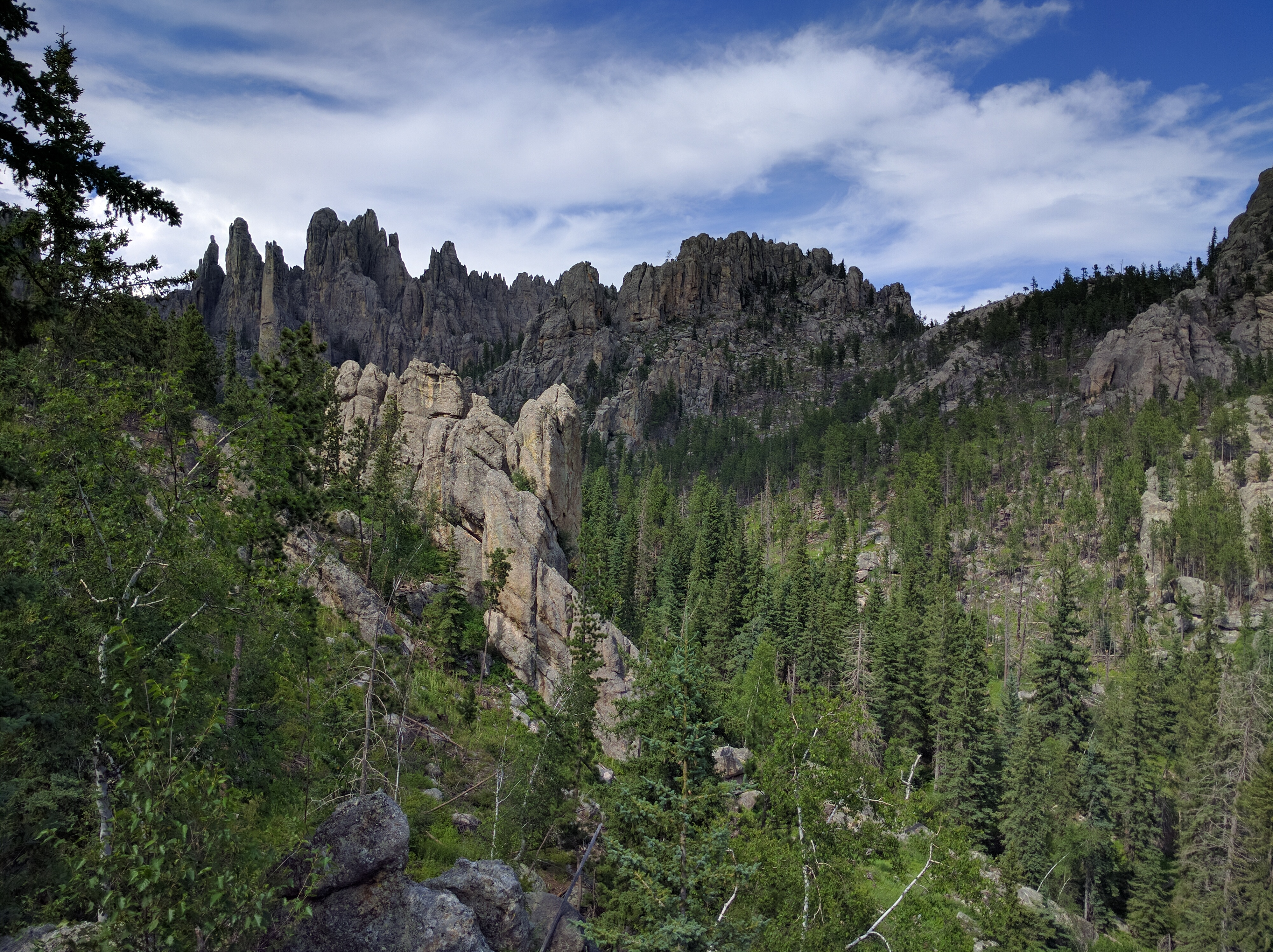
Die Schwarzen Berge – South Dakota, USA

Die schwarzen Berge (Originaltitel: Les collines noires) ist ein Lucky-Luke-Album, das von Morris gezeichnet und von Asterix-Vater René Goscinny getextet wurde. Der Band erschien auf Französisch im Jahr 1963 als Album, nachdem er – wie viele Lucky-Luke-Alben – zunächst als Fortsetzungsgeschichte im Spirou erschienen war. Auf Deutsch erschien der Band als Nummer 59 in der Reihe des Ehapa-Verlags.
Im Band muss Lucky Luke vier Wissenschaftler über die Schwarzen Berge begleiten, damit sie herausfinden können, ob sich das jenseitige Gebiet (das heutige Wyoming) zur Kolonisierung eignet.

## Handlung
Der Senat der Vereinigten Staaten beauftragt Lucky Luke, vier Wissenschaftler in den Westen, über die Black Hills (dt.: Schwarze Berge) zu begleiten, damit diese dort einen Bericht schreiben können, um darzulegen, ob sich das Gebiet von Wyoming zur Kolonisierung eignet. Lediglich der Senator Stormwind ist dagegen, da dies Selbstmord darstelle, denn dort würden wilde Indianer leben. Er befiehlt auch sofort dem zwielichtigen Bull Bullets, mit allen Mitteln zu verhindern, dass die Expedition überhaupt ankommt und ein Erfolg wird.
Die vier Wissenschaftler, die Luke begleiten soll, sind leider völlig ahnungslos, was die Gefahren des Westens betrifft. Sie können sich auch kaum auf dem Rücken eines Reittiers halten, was immer wieder für komische Situationen sorgt. Dafür untersuchen sie alles, was ihnen zwischen die Finger kommt, genauestens.
Bereits auf der ersten Etappe, mit dem Zug nach Des Moines (Iowa), versucht Bullets, Ärger zu stiften. Er überredet die Wissenschaftler zu einem Pokerspiel, von dem diese auch keine Ahnung haben. Sofort sollen sie aus dem Zug geworfen werden, weil sie viel zu viele Asse auf der Hand haben. Luke kann im letzten Moment verhindern, dass der Zug ohne sie weiterfährt. Im nächsten Ort klaut dann Bullets allerdings den Zug, sodass Luke einen Ersatzzug ebenfalls kapert, um die Verfolgung aufzunehmen. Trotzdem ist Bullets zuerst in Des Moines und kauft dort sämtliche Kutschen und Pferde. Lucky Lukes Truppe bleibt nur die Reise mit dem Wagen des Bestatters fortzusetzen, was für einige komische Situationen sorgt.
In Omaha hat Bullets Nebraska Kid angeheuert, einen Killer, der kurzen Prozess machen soll. Das geht allerdings schief, denn der Wissenschaftler, den er herausfordert, möchte das Duell mit dem Florett austragen. Als ehemaliger Student kann er damit tatsächlich umgehen und besiegt seinen Gegner. Weitere Anschlagsversuche von Bullets werden hauptsächlich durch Zufälle vereitelt.
Im Indianergebiet jenseits der Schwarzen Berge beginnen die Wissenschaftler mit ihren Untersuchungen. Während Luke auf die Jagd geht, werden sie allerdings von Indianern entführt. Um Luke auf ihre Spur zu bringen, legen sie eine Spur, wie im Märchen Hänsel und Gretel, der dieser auch problemlos folgen kann. Er findet sie an Marterpfähle gebunden, allerdings nach wie vor ahnungslos über das, was mit ihnen passiert – viel zu sehr interessieren sie sich für diese spannenden fremden Gebräuche.
Lucky Luke kann die Wissenschaftler befreien und dabei den Sohn des Häuptlings Gelber Hund gefangen nehmen. So klärt sich auf, dass Bull Bullets den Indianern Feuerwasser verkauft hat, um sie gefügig zu machen. Als Beweis dafür, dass sein Feuerwasser nicht Gift ist, trinkt der ertappte Bullets eine Flasche selber leer. Den anschließenden Kampf gegen Luke kann er so natürlich nicht gewinnen. Bullets gesteht, dass er und Senator Stormwind den Fusel und Gewehre an die Indianer verkauft haben und sie jetzt um ihr Geschäft fürchten.
Die Wissenschaftler beurteilen in ihrem Bericht schließlich, dass das Gebiet gut zur Besiedelung geeignet ist. Stormwind und Bullets landen im Gefängnis und Luke reitet in den Sonnenuntergang.

## Adaption
Der Band wurde in der Animationsserie Lucky Luke adaptiert.